# Fervaques

Fervaques este o comună în departamentul Calvados, Franța. În 1 ianuarie 2018 avea o populație de 724 de locuitori.